# Wild Planet
Wild Planet es el segundo álbum de estudio por la banda estadounidense de new wave The B-52's y fue publicado a finales de agosto de 1980. 
Al igual que con su primer álbum, The B-52 viajaron a los estudios Compass Point en las Bahamas para grabar Wild Planet. Varias de las canciones del álbum habían sido elementos básicos de sus conciertos desde 1978. La banda deliberadamente no las grabó para su primer álbum porque tenían demasiadas pistas y querían un segundo álbum fuerte, sabiendo que interpretar las pistas en vivo haría que los fanáticos las esperaran con ansias. Rhett Davies coprodujo el álbum. Wild Planet fue rápidamente certificado oro. 
«Private Idaho» fue sin duda su mayor éxito y el más notable en su carrera, los fans en los conciertos fijo esperan bailar esta canción que para muchos ya es un gran clásico.

## Lista de canciones
Todas las canciones escritas y compuestas por The B-52's, excepto donde esta anotado. 
| Lado uno |                                               |          |  |
| N.º      | Título                                        | Duración |  |
| 1.       | «Party Out of Bounds»                         | 3:22     |  |
| 2.       | «Dirty Back Road» (R. Wilson, Robert Waldrop) | 3:21     |  |
| 3.       | «Runnin' Around»                              | 3:10     |  |
| 4.       | «Give Me Back My Man»                         | 4:00     |  |
| 5.       | «Private Idaho»                               | 3:36     |  |

| Lado dos |                                                                     |          |  |
| N.º      | Título                                                              | Duración |  |
| 1.       | «Devil in My Car» (Schneider, R. Wilson, C. Wilson, Pierson)        | 4:27     |  |
| 2.       | «Quiche Lorraine» (Schneider, Strickland, R. Wilson)                | 3:57     |  |
| 3.       | «Strobe Light» (Schneider, Strickland, R. Wilson)                   | 4:00     |  |
| 4.       | «53 Miles West of Venus» (Schneider, R. Wilson, C. Wilson, Pierson) | 4:53     |  |

## Créditos y personal
Créditos adaptados desde las notas de álbum.
The B-52's
- Fred Schneider – voces, percusión
- Cindy Wilson – voces, percusión
- Kate Pierson – voces, teclado, synth bass
- Ricky Wilson – guitarras
- Keith Strickland – batería, percusión

Personal técnico
- The B-52's – productor
- Rhett Davies – productor, ingeniero de audio
- Chris Blackwell – productor ejecutivo
- Benjamin Armbrister – ingeniero asistente
- Gary Kurfirst – administrador

Diseño
- Robert Waldrop – director artístico
- Lynn Goldsmith – fotografía
- Paul Bricker – maquillador
- La Verne & Phyllis – peluquería

## Posicionamiento

### Gráfica semanal
| Gráfica (1980)                    | Pico de posición |
| --------------------------------- | ---------------- |
| Australia (Kent Music Report)     | 12               |
| Canadá (RPM Top Albums/CDs)       | 32               |
| Estados Unidos (Billboard 200)    | 18               |
| Nueva Zelanda (Recorded Music NZ) | 3                |
| Reino Unido (UK Albums Chart)     | 18               |

### Gráfica de fin de año
| Gráfica (1980)                    | Pico de posición |
| --------------------------------- | ---------------- |
| Nueva Zelanda (Recorded Music NZ) | 50               |

## Certificaciones y ventas
| País                  | Certificación | Ventas  |
| --------------------- | ------------- | ------- |
| Estados Unidos (RIAA) | Oro           | 500,000 |